# Jonas Ullberg (politiker)
Jonas Ullberg, född 9 mars 1768 i Stigsjö församling, Västernorrlands län, död 9 oktober 1844 i Jakob och Johannes församling, Stockholms stad, var en svensk ämbetsman och politiker.

## Biografi
Jonas Ullberg var son till komministern Jonas Ullberg och Brita Engelmark. Han blev student vid Uppsala universitet 1787, juris kandidat 1792 och juris licentiat där 1796. Han blev borgmästare i Sundsvalls stad 1803, var justitieombudsmannens sekreterare 1812–1834 och dessutom suppleant åt denne 1823–1834. Ullberg erhöll lagmans titel 1815 och blev justitieborgmästare i Stockholm 1828. Han var riksdagsman för Sundsvall och ett antal andra städer vid alla riksdagar 1809–1830 och för Stockholm riksdagen 1834–1835. Han var borgarståndets talman 1828–1830 och 1834–1835. Han var ledamot av bland annat bevillningsutskottet 1809–1810, av statsutskottet samma år, av hemliga utskottet 1812 och 1823 samt av bankoutskottet 1823. Vidare var Ullberg fullmäktig i Riksgäldskontoret 1812–1840. Under den ryktbara processen mot den politiskt radikala Juntan år 1800 den så kallade musikprocessen fungerade Ullberg som åklagare och framträdde därvid med den konservativa grunduppfattning som fortsättningsvis skulle komma att känneteckna honom. Han blev en av borgarståndets mest framträdande konservativa ledamöter och ansågs som en av de pålitligaste och inflytelserikaste bland regeringsanhängarna. Det var också denna hans konservatism som bidrog till att han, då han 1840 kandiderade som riksgäldsfullmäktig, blev utslagen av del liberala falangen.